# Epiphragma subinsigne
Epiphragma subinsigne är en tvåvingeart som beskrevs av Alexander 1920. Epiphragma subinsigne ingår i släktet Epiphragma och familjen småharkrankar. Inga underarter finns listade i Catalogue of Life.